# Lörrach
Lörrach (pronunciación en alemán: /ˈlœʁax/ⓘ) es una localidad alemana del estado federado de Baden-Wurtemberg situada cerca de la Selva Negra, del Rin y de las localidades de Weil am Rhein y de Riehen, próxima a la ciudad suiza de Basilea. Se puede destacar la existencia de un «camino verde» para peatones y ciclistas que va a lo largo del río Wiese, afluente del Rin, hasta Suiza.Es igualmente conocida por ser la sede de la factoría de fabricación del chocolate Milka.

## Historia
Lörrach se menciona por primera vez en 1102 como una subdivisión con ese nombre. En 1403 el rey Roberto del Sacro Imperio Romano Germánico le otorgó la prebenda de poseer un mercado, lo que fue confirmado en 1452 por el emperador Federico III de Habsburgo.

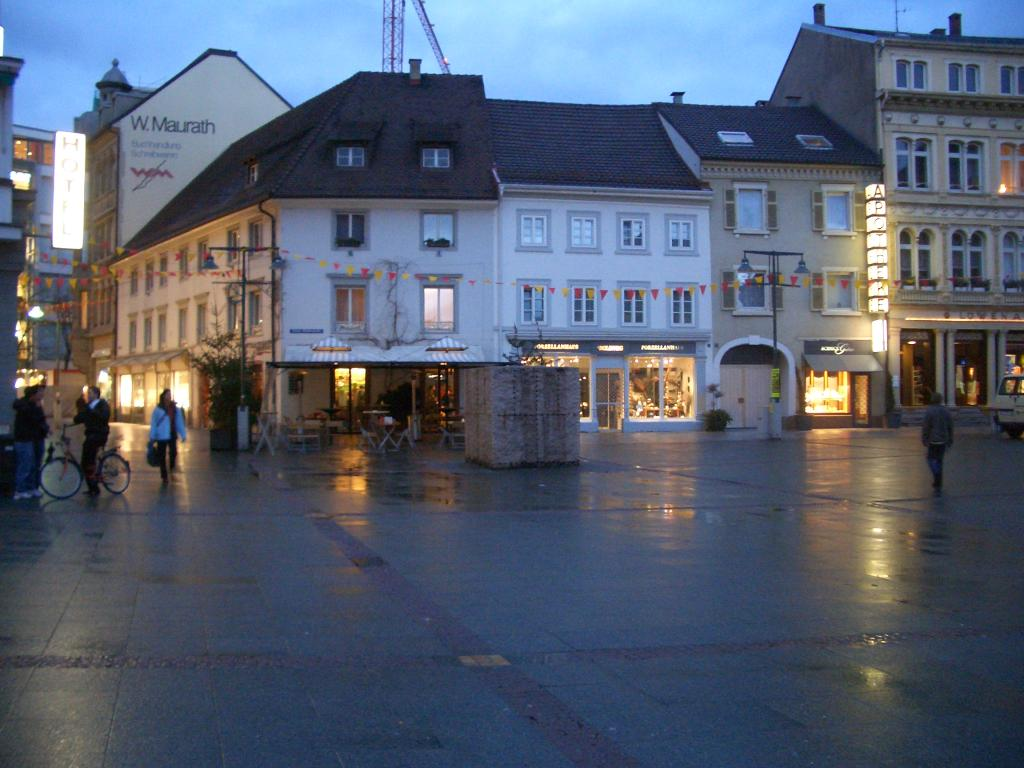
Plaza del mercado.

En 1678 los franceses asediaron e incendiaron el castillo de Rötteln. El 18 de noviembre de 1682, la ciudad recibió el título de villa de Federico VII Magno de Baden-Durlach, renovándose este derecho en 1756, lo que permitió que la ciudad contase con un nuevo ayuntamiento. En 1702 se libró en las proximidades la batalla de Friedlingen en el marco de la guerra de sucesión española.

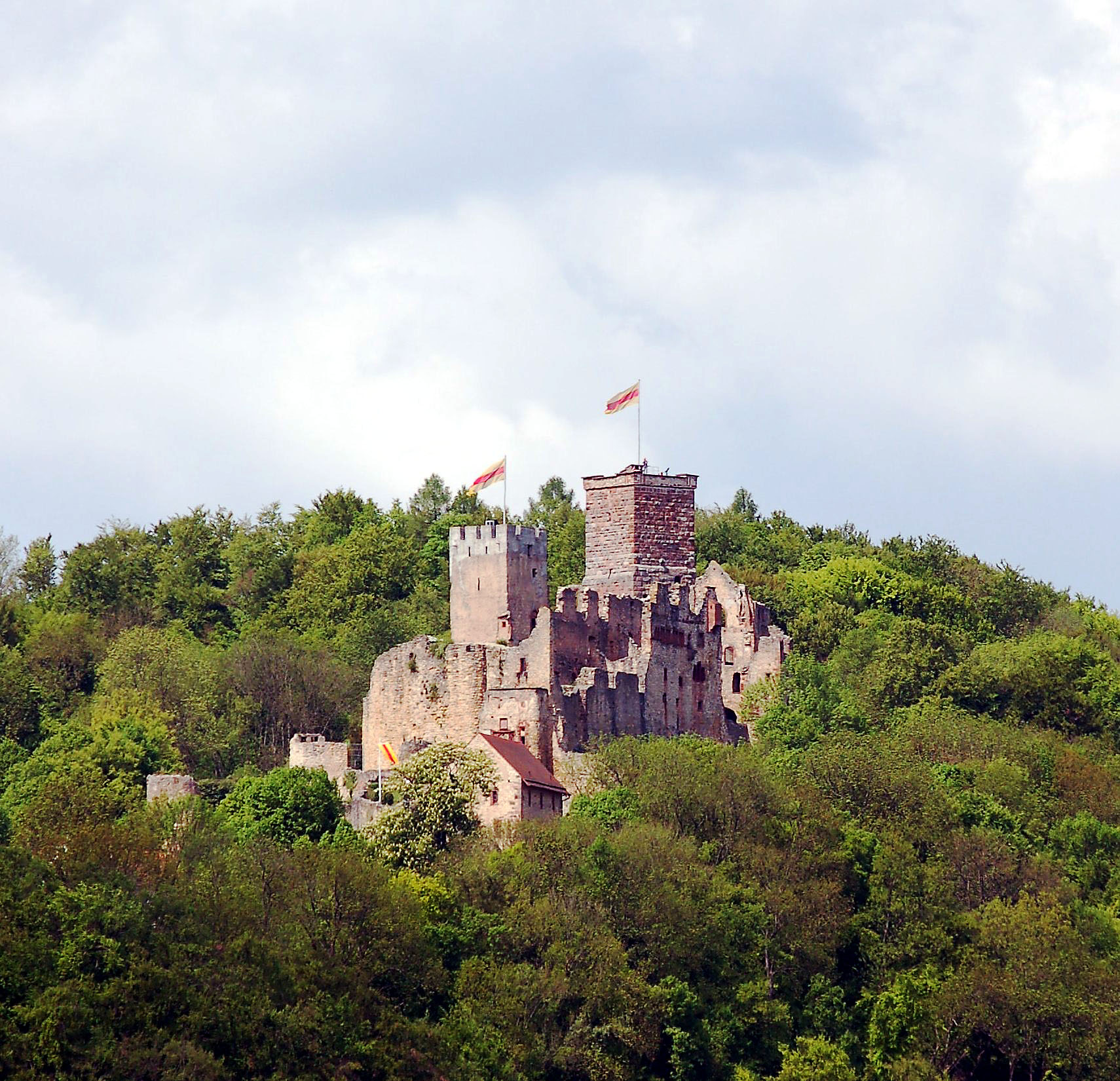
El castillo de Rötteln.

Entre 1783 y 1791 el poeta Johann Peter Hebel estuvo trabajando como profesor en el Pedagogium. A partir del año 1808 se construyeron muchos edificios con un estilo neoclásico, entre ellos la sinagoga, la iglesia municipal y la iglesia de Fridolin. 
Después de que el Gran Ducado de Baden se uniese a la Unión Aduanera de Alemania en 1848, Gustav Struve proclamó la república alemana de Lörrach en el marco de la revolución alemana de 1848-1849. Aunque fracasó el levantamiento, Lörrach fue capital de Alemania por un día. 
A finales del siglo XIX se instalaron numerosas fábricas, una de hilados Vogelbach en 1847, otra de maquinaria Kern en 1850, las cerveceras Lasser en 1850 y Reitter en 1864, la fábrica de chocolates Suchard en 1882 y la de maquinaria Kaltenbach en 1887. 
El ferrocarril llegó en 1862 mediante una línea que unía Lörrach con Schopfheim y Basilea, y en 1890 se puso en servicio una línea entre Weil am Rhein y Bad Säckingen.
Desde 1863 es la capital del distrito de Lörrach y en 1871 se creó la primera universidad popular que lleva el nombre de Johann Peter Hebel. 
En 1919 entró en servicio un tranvía que operaba entre Lörrach y Basilea y estuvo funcionando hasta 1967.

## Geografía
Se puede considerar que pertenece a la aglomeración de Basilea, la cual incluye territorios de Suiza, Alemania y Francia, como se puede observar en el mapa adyacente:

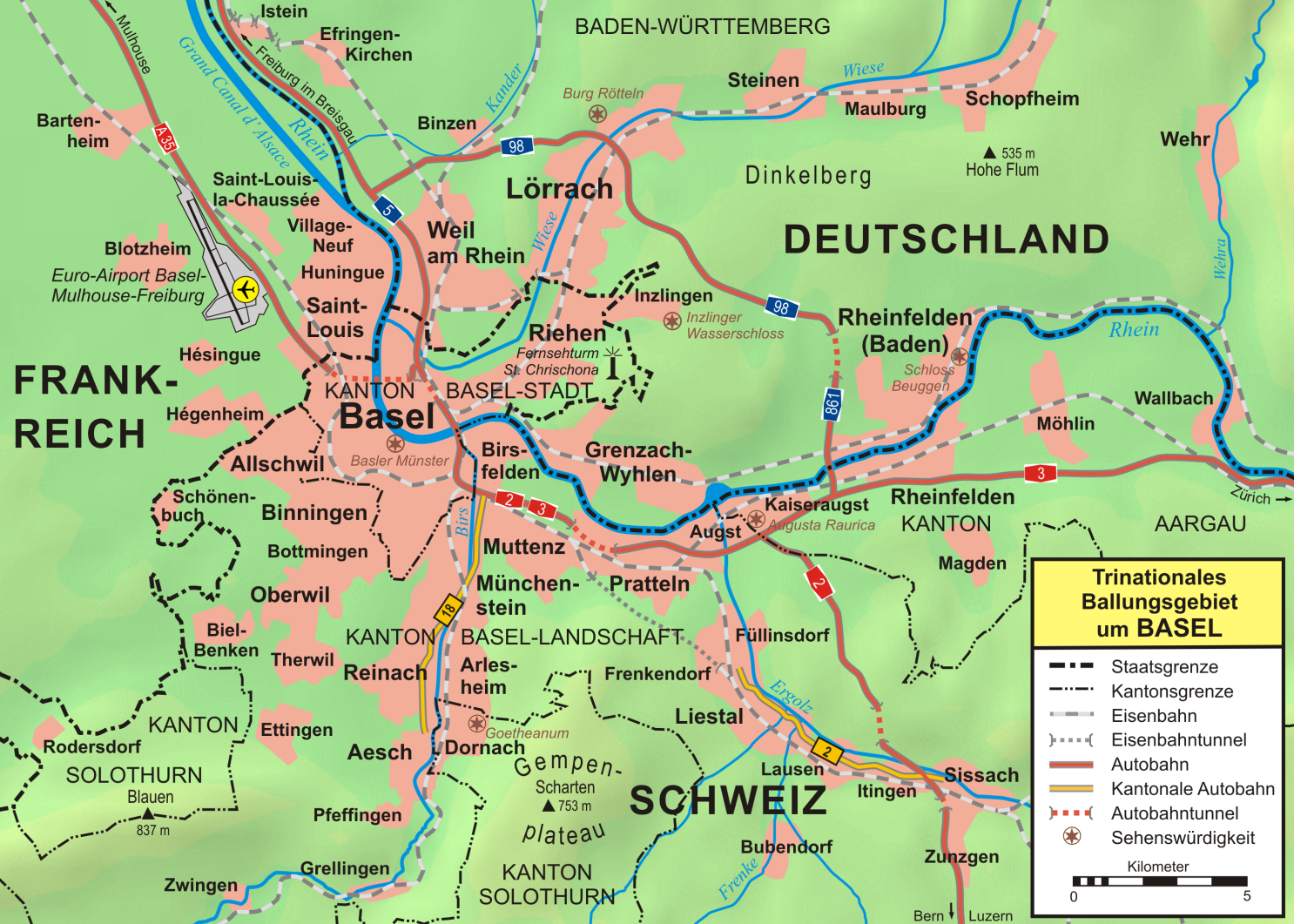
Aglomeración de Basilea.

## Personas destacadas
Entre las personas nacidas en esta ciudad se encuentran:
- Gustav von Hugo, abogado e historiador.
- Ottmar Hitzfeld (1949), jugador y entrenador de fútbol.
- Sebastian Deisler, jugador de fútbol.
- Adelheid Schulz, activista política radical.
- Destruction, banda de thrash metal.

| Noroeste: Binzen     | Norte: Rümmingen | Nordeste: Steinen (Baden) |
| Oeste: Weil am Rhein |                  | Este: Dinkelberg          |
| Suroeste: Basilea    | Sur: Riehen      | Sureste: Inzlingen        |